# Női 4 × 6 km-es biatlonváltó a 2006. évi téli olimpiai játékokon
A 2006. évi téli olimpiai játékokon a biatlon női 4 × 6 km-es váltó versenyszámát február 23-án rendezték Cesana San Sicarióban.
Az aranyérmet az Anna Bogalij-Tyitovec, Szvetlana Ismuratova, Olga Zajceva és Albina Ahatova összetételű orosz váltó nyerte. A második helyen a németek végeztek (Martina Glagow, Andrea Henkel, Katrin Apel, Kati Wilhelm), a harmadik pedig a francia csapat lett (Delphyne Peretto, Florence Baverel-Robert, Sylvie Becaert, Sandrine Bailly). Magyar csapat nem vett részt a versenyen.

## Végeredmény
A csapatok tagjainak mindkét sorozatban 8 lövési kísérlete volt az 5 célpontra. Minden hibás találat után 150 méter büntetőkört kellett megtennie a hibázó versenyzőnek. Az időeredmények másodpercben értendők. A lövőhibáknál sorozatonként az első szám a hibás találatot, a második szám az 5 darab kísérleten felüli plusz kísérletek számát mutatják.
Az időeredmények másodpercben értendők.
| Helyezés | Csapat                                                                                              | Idő                                       | Lövőhiba (F+Á)                           | Hátrány  |
| -------- | --------------------------------------------------------------------------------------------------- | ----------------------------------------- | ---------------------------------------- | -------- |
| Arany    | Oroszország (RUS) · Anna Bogalij-Tyitovec · Szvetlana Ismuratova · Olga Zajceva · Albina Ahatova    | 1:16:12,5 19:06,3 18:56,2 19:06,8 19:03,2 | 0+1 0+1 0+0 0+1 0+1 0+0 0+0 0+0          |          |
| Ezüst    | Németország (GER) · Martina Glagow · Andrea Henkel · Katrin Apel · Kati Wilhelm                     | 1:17:03,2 19:18,8 19:15,9 19:45,5 18:43,0 | 0+3 1+5 0+1 0+2 0+2 0+0 0+0 1+3 0+0 0+0  | +50,7    |
| Bronz    | Franciaország (FRA) · Delphyne Peretto · Florence Baverel-Robert · Sylvie Becaert · Sandrine Bailly | 1:18:38,7 20:46,5 19:02,6 19:50,2 18:59,4 | 0+6 0+2 0+2 0+1 0+1 0+0 0+1 0+1 0+2 0+0  | +2:26,2  |
| 4.       | Fehéroroszország (BLR) · Kacjarina Ivanova · Volha Nazarava · Ljudmila Ananyka · Alena Zubrilava    | 1:19:19,6 19:33,0 19:45,8 19:53,9 20:06,9 | 0+5 0+3 0+2 0+0 0+2 0+2 0+0 0+1 0+1 0+0  | +3:07,1  |
| 5.       | Norvégia (NOR) · Tora Berger · Liv Grete Poirée · Gunn Margit Andreassen · Linda Tjørhom            | 1:19:34,4 20:28,1 18:43,2 20:32,0 19:51,1 | 1+6 0+7 1+3 0+1 0+1 0+1 0+0 0+3 0+2 0+2  | +3:21,9  |
| 6.       | Szlovénia (SLO) · Teja Gregorin · Andreja Mali · Dijana Grudiček-Ravnikar · Tadeja Brankovič        | 1:19:55,7 19:45,2 20:09,8 19:44,5 20:16,2 | 0+5 1+6 0+0 0+0 0+0 0+1 0+2 0+2 0+3 1+3  | +3:43,2  |
| 7.       | Lengyelország (POL) · Krystyna Pałka · Magdalena Gwizdoń · Katarzyna Ponikwia · Magdalena Grzywa    | 1:20:29,3 20:11,1 19:39,3 20:15,5 20:23,4 | 0+4 0+4 0+2 0+1 0+1 0+2 0+1 0+1 0+0 0+0  | +4:16,8  |
| 8.       | Bulgária (BUL) · Pavlina Filipova · Radka Popova · Irina Nikulcsina · Ekaterina Dafovszka           | 1:20:38,7 19:17,7 20:43,1 20:27,2 20:10,7 | 0+5 3+9 0+0 0+0 0+0 1+3 0+3 1+3 0+2 1+3  | +4:26,2  |
| 9.       | Kína (CHN) · Kung Jing-csao · Szun Zsi-po · Liu Hszien-jing · Jin Csiao                             | 1:21:43,7 19:51,1 20:41,5 20:55,3 20:15,8 | 0+5 2+8 0+0 0+0 0+2 1+3 0+1 1+3 0+2 0+2  | +5:31,2  |
| 10.      | Szlovákia (SVK) · Anna Murínová · Marcela Pavkovčeková · Martina Halinárová · Soňa Mihoková         | 1:25:01,4 21:19,3 20:57,9 21:39,9 21:04,3 | 0+2 0+8 0+0 0+2 0+0 0+3 0+0 0+1 0+2 0+2  | +5:43,0  |
| 11.      | Ukrajna (UKR) · Okszana Hvosztenko · Olena Petrova · Nyina Lemes · Lilija Jefremova                 | 1:21:55,5 20:14,2 19:36,7 21:37,5 20:27,1 | 3+7 0+7 0+0 0+0 0+1 0+1 2+3 0+3 1+3 0+3  | +5:43,0  |
| 12.      | Olaszország (ITA) · Michela Ponza · Saskia Santer · Nathalie Santer · Katja Haller                  | 1:22:42,7 19:22,7 20:38,3 22:01,1 20:40,6 | 0+4 3+5 0+1 0+0 0+2 0+2 0+0 3+3 0+1 0+0  | +6:30,2  |
| 13.      | Csehország (CZE) · Kateřina Holubcová · Lenka Faltusová · Magda Rezlerová · Zdeňka Vejnarová        | 1:24:14,8 20:47,3 20:34,8 21:23,6 21:29,1 | 0+5 1+7 0+1 0+0 0+0 0+1 0+3 0+3 0+1 1+3  | +8:02,3  |
| 14.      | Románia (ROU) · Dana Elena Plotogea · Tófalvi Éva · Mihaela Purdea · Alexandra Rusu                 | 1:25:13,3 21:26,7 19:38,1 22:09,8 21:58,7 | 1+8 2+10 0+3 0+3 0+0 0+3 0+2 2+3 1+3 0+1 | +9:00,8  |
| 15.      | Egyesült Államok (USA) · Rachel Steer · Tracey Barnes · Rachel Steer · Carolyn Treacy               | 1:25:20,3 20:31,1 22:07,0 21:21,7 21:20,5 | 0+5 0+6 0+1 0+3 0+2 0+0 0+1 0+1 0+1 0+2  | +9:07,8  |
| 16.      | Japán (JPN) · Otaka Tomomi · Meguro Kanae · Tanaka Tamami · Cukidate Ikujo                          | 1:26:09,0 23:21,2 19:58,5 21:21,3 21:28,0 | 0+5 4+9 0+2 2+3 0+2 0+0 0+1 1+3 0+0 1+3  | +9:56,5  |
| 17.      | Kanada (CAN) · Zina Kocher · Sandra Keith · Martine Albert · Marie Pierre Parent                    | 1:26:21,3 20:24,3 21:32,8 21:25,2 22:47,4 | 0+1 1+9 0+0 0+1 0+0 0+3 0+0 0+2 0+1 1+3  | +9:57,2  |
| 18.      | Lettország (LAT) · Madara Līduma · Anžela Brice · Linda Savļaka · Gerda Krūmiņa                     | 1:26:21,3 19:35,8 20:57,9 22:07,3 23:40,3 | 0+5 2+6 0+1 0+2 0+0 0+1 0+1 0+0 0+3 2+3  | +10:08,8 |